# Juan López Campillo
Juan López Campillo (Vall de Liendo, Cantàbria, 18 de setembre, 1785 - França, 2 de novembre, 1832) fou un guerriller de la Guerra de la Independència Espanyola.
Els seus pares eren oriünds i veïns de la Vall de Liendo. A més de Campillo, tingueren tres fills més, una femella i dos mascles, que es dedicaren també a la carrera de les armes. Campillo es trobava emprat en el resguard de Rendes de Santander quan el crit de guerra ressonà per tot Espanya, i una vegada revoltada la ciutat de Santander, es posà al front de la guerrilla composta per veïns de Santander.
El 21 de juny de 1808 prengué part en l'acció de l'Escudo, en la qual causà als imperials nombroses baixes, anunci de les moltes que durant la guerra hauria de produir-los. Campillo era un jove tant valent en les batalles com humà en la pau. Ben aviat la seva guerrilla es va veure augmentada per multitud de joves, rebent el nom de tiradors de Cantàbria. Les necessitats de la guerra el portaren a la Rioja a unir-se amb la guerrilla de Cuevillas.
En l'atac de Santo Domingo de la Calzada matà amb la seva mà a 10 francesos. Assistí a la presa d'Haro, l'atac de Logronyo i a l'acció de Puente la Reina, sent ascendit a sergent i després a oficial el 12 d'octubre de 1809, en premi als seus mèrits i serveis. Tornat al seu país (Santander) sorprengué els imperials a Laredo, els atacà a Ramales, lliura diversos pobles de les seves rapinyes, els va batre de nou a Laredo i a Castro Urdiales, assolint el grau de capità i acompanyant l'ínclit Porlier, del que en fou un dels principals auxiliars, a la reconquesta de Santoña.
Al principi de l'any 1811 la guerrilla de Campillo fou agregada al 7è Exèrcit que comanava el general Gabriel de Mendizabal, sense que per això perdés la seva llibertat d'acció. Engrossada amb 800 homes que li envià Renovales, perseguí i va batre als imperials en el santuari de Bien Aparecida (Santander), a Bustablado, a San Roque, en la vall de Carranza, en el Consejo de Sopuerta, en la vall de Mera, en el Puente de Somorrostro i a Gordejuela, on atacat per 2.000 francesos, quan només contava 400 guerrillers, sabé alliberar-se i alliberar els seus, rescabalant-se poc després en el combat de Zalda (30 de novembre), en que derrotà per complet als imperials, fent un gran nombre de presoners.

Noves i brillants accions l'any 1812 en la Cavada, Liendo, Laredo, Candina, Marrón, pobles de la província de Santander, consolidaren la seva justa fama de militar estratègic i cabdill valent. Després d'assistir en els últims mesos d'aquell any a la reconquesta de Santander amb el comodor anglès Popham, als combats de Torrelavega, Sodupe i Marrón, Campillo ascendi a coronel el 24 de setembre; salvà les viles de Colindres i Laredo, rebent un tret que li travessà una cuixa, dient-li en el seu comunicat a Mendizabal:
| « | <Esper que no sigui gaire llarg el restabliment de la meva ferida, que confio els sortirà molt cara.> | » |

profecia que es complí, del 21 al 24 de març de 1813 desallotjà amb el seu regiment als destacaments enemics que sostenien els punts de la Nación i Brusco, resguardant amb la major intel·ligència les seves hosts de les bateries que els francesos havien establert a Santoña.

## Resum de fets de guerra
Creà i organitzà una guerrilla, un esquadró de cavalleria i un regiment d'infanteria. Causà als enemics més de 1.500 morts i 2.000 ferits. Escriví i distribuí proclames en diversos idiomes que produïren moltes desercions de l'exèrcit imperial. Establí fornals i armeries. Conservà punts segurs de refugi per a hospitals i presoners. No disposà mai del que recaptà, enviant-t'ho tot als seus caps. El país del qual n'era el pare i salvador el sustentava. El seu valor ratllà igual que el seu patriotisme, i tot sacrifici li'n semblava poc pel seu país. Entre les cançons que se li dedicaren a l'heroic Campillo, hi havia dues de famoses:
| « | <Llevan las montañesas En el justillo, Un letrero que dice ¡Viva Campillo! -- Campillo para su gente tiene cara de enfadado, Pero para las mozuelas El piquito regalado.> | » |

Eus ací, doncs, que la musa popular l'enaltí, i que jove, valent i galant, tenia bon partit amb les dones.
Era d'idees liberals, amic de Porlier, de malnom el Marquesito, que tenia molta importància a Cantàbria. Quan entraren a Espanya a imposar un règim absolutista els Cent Mil Fills de Sant Lluís, el 1823, Campillo al comandament d'una columna de Càntabres i Bascs els perseguí per les Astúries de Santillana i més enllà. En caure, a partir d'aquesta data el règim liberal fugí a França per així poder eludir la persecució de Ferran VII allí morí jove el 2 de novembre de 1832, condemnat en rebel·lia, i refugiat a França, el país contra els quals soldats havia arriscat la seva vida durant tants anys, terra que tant odiada li fou sempre.
Campillo s'havia casat amb Mariquita de las Llamas, natural de Somorrostro, a la que se li entregà la casaca d'uniforme de coronel i el barret de tres punxes. Tingueren un fill que arriba a ser brigadier de l'exèrcit espanyol.